# 島線

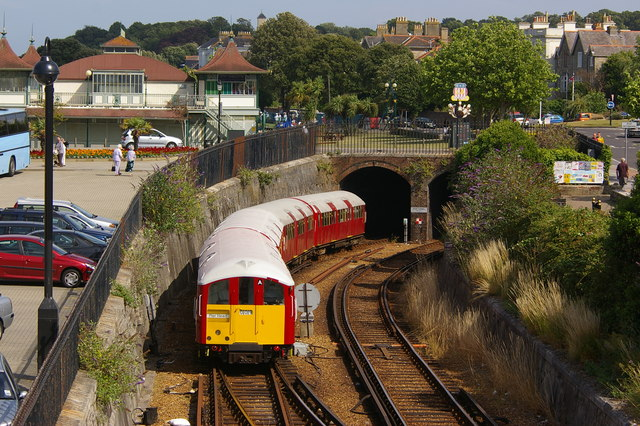
島線

島線（英語：Island Line）是英國英格蘭南部懷特島上的一條鐵路路線，全長8.5英里（13.7公里）。島線在1967年實現電氣化，連接了懷特島東海岸，並可換乘懷特島蒸汽鐵路。島線使用了倫敦地鐵退役的列車運行。自2017年8月開始，島線由西南鐵路公司運營。